# Таранта-Пелинья
Таранта-Пелинья (итал. Taranta Peligna) — коммуна в Италии, располагается в регионе Абруццо, в провинции Кьети.
Население составляет 500 человек (2008 г.), плотность населения составляет 24 чел./км². Занимает площадь 21 км². Почтовый индекс — 66018. Телефонный код — 0872.
Покровителем населённого пункта считается святой Sant’Ubaldo.

## Демография
Динамика населения:

## Администрация коммуны
- Официальный сайт: https://web.archive.org/web/20090527200253/http://www.tarantapeligna.net/